# Ам (Манш)
Ам (фр. Ham) насеље је и општина у северној Француској у региону Доња Нормандија, у департману Манш која припада префектури Шербур-Октевил.
По подацима из 2011. године у општини је живело 343 становника, а густина насељености је износила 88,86 становника/km². Општина се простире на површини од 3,86 km². Налази се на средњој надморској висини од 12 метара.

## Демографија
| 1962. | 1968. | 1975. | 1982. | 1990. | 1999. | 2011. |
| ----- | ----- | ----- | ----- | ----- | ----- | ----- |
| 390   | 417   | 402   | 373   | 387   | 348   | 343   |

График промене броја становника у току последњих година